# الزيتون في تونس

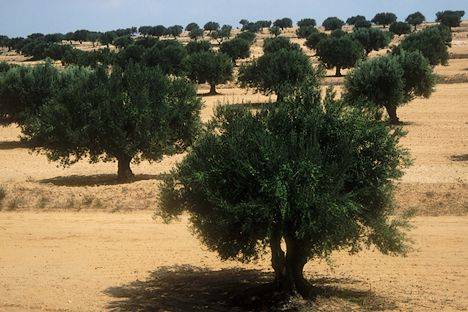
الزيتون في تونس

زراعة الزيتون في تونس تعتبر تونس أكثر البلدان شهرة في منطقة جنوب البحر الأبيض المتوسط في مجال زراعة الزيتون، حيث تخصص أكثر من 30 % من أراضيها الزراعية لزراعة أشجار الزيتون (1.68 مليون هكتار). وإذا استثنينا دول الاتحاد الأوروبي تصبح الجمهورية التونسية القوة العالمية الأولى في قطاع زيت الزيتون. تبذل تونس حاليًا مجهودات كبرى لإعادة هيكلة وتعصير هذا القطاع بغية تحسين جودة زيت الزيتون والزيادة في المساحة المخصصة لزراعة أشجار الزيتون.

## المكانة الاجتماعية والاقتصادية

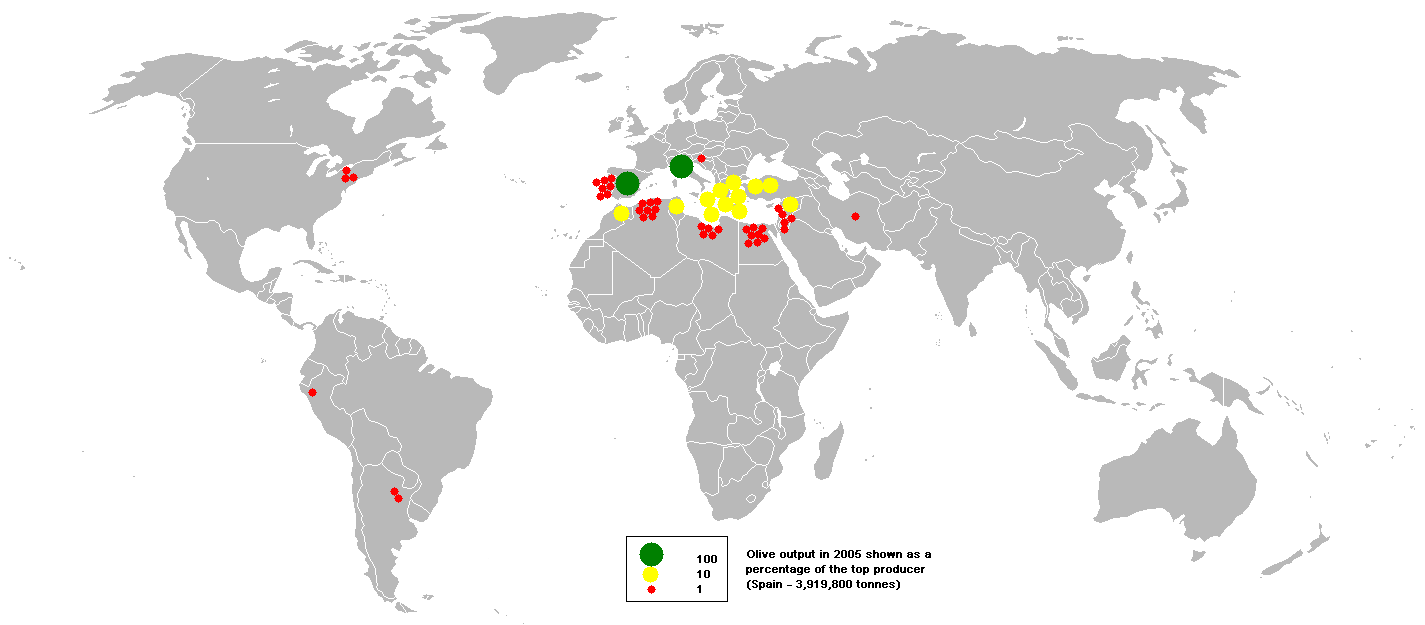
زراعة الزيتون

تلعب زراعة الزيتون دورًا أساسيًا في الحياة الاجتماعية والاقتصادية للبلاد التونسية حيث يمثل الزيتون 15 % من المنتوج الفلاحي للبلاد في حين يمثل زيت الزيتون 50 % من الصادرات الفلاحية و5,5 % من الصادرات العامة للبلاد. وهو ما يجعلها تحتل المرتبة الخامسة على قائمة مصادر العملات الأجنبية.
كما يمثل قطاع الزياتين (زراعة شجر الزيتون وصناعة زيت الزيتون) مصدر عيش ورزق مباشر أو غير مباشر لأكثر من مليون شخص إضافة إلى كونه يوفر 34 مليون يوم عمل في السنة الواحدة وهو ما يعادل نسبة 20 % من التشغيل في القطاع الفلاحي.
في عام 2000، وجدت 236.500 ضيعة فلاحية بها حقول زياتين مساحة 84 % منها كانت أقل من 5 هكتارات. هذا وساهمت زراعة الزياتين في تنمية ودعم التوازن بين الجهات لكونها تبقى الزراعة الوحيدة المنتشرة بالمناطق الأكثر فقرا. ولا شك أن هذا يسمح ببقاء المواطنين بالمناطق الريفية ويقيها من خطر هجر السكان لها.

## الموارد والتوزع الجغرافي

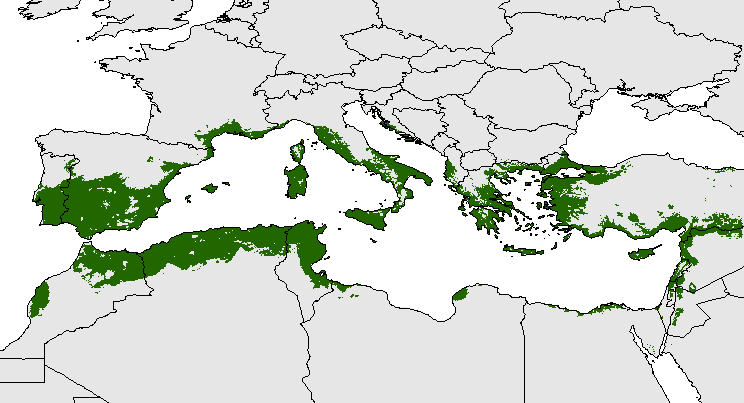
زراعة الزيتون

ان موارد البلاد التونسية للزيتون تقدّر بأكثر من 70 مليون شجرة، مزروعة على مساحة 1.680.000 هكتار من بينها 75.000 هكتار مخصصة للزياتين المصادق عليها. وتعتبر زراعة الزياتين مصدر شغل لقرابة 269.000 شخص أي بنسبة 57% من مجل عدد العمال الفلاحيين وتمثّل 45 % من نسبة الصادرات الفلاحية بمعدل 120.000 طن في العام.
وعلى الصعيد العالمي، تحتل تونس المرتبة الرابعة من حيث عدد أشجار الزيتون والمرتبة الثانية في ما يخص المساحات. فمعدّل كثافة المساحة الصالحة لزراعة الزياتين تتراوح ما بين 100 و 150 شجرة في الهكتار الواحد في المناطق السقوية و 40 شجرة في الهكتار في المناطق الممطرة والصالحة لإنتاج الزيت. أمّا فيما يخص كثافة الأشجار المخصصة لإنتاج الزيتون الصالح للأكل، فانها تتراوح ما بين 200 شجرة في الهكتار في الحقول السقوية، إلى 100 شجرة في الهكتار في المناطق غير السقوية.
كقاعدة عامّة، هنالك 100 شجرة زيتون في الهكتار في الشمال بالمقارنة مع 60 شجرة في الهكتار في الوسط و20 شجرة في الجنوب. وحاليا يتواجد 2.000 هكتار من الأراضي الخصبة التي تنتج معدّل 7 إلى 8 طنّ في الهكتار.
هناك ثلاثة أنواع من أشجار الزيتون مقسمة حسب عامل العمر:
الأشجار صغيرة العمر: 17 %
الأشجار متوسطة العمر: 58 %
الأشجار الطاعنة في السن: 25 %
تتواجد أشجار الزيتون في جميع أنحاء البلاد التونسية من الشمال إلى الجنوب وتزرع إلى جانبها مواد أخرى كالحبوب في الشمال والقوارص والعنب في الوطن القبلي وبصفة أحادية في المناطق الجنوبية (سوسة، المهدية، صفاقس...) وأن قرابة 90 % من المساحات المخصصة لزراعة الزيتون متواجدة في الوسط والجنوب.

### الأصناف المنتشرة في تونس
1. الشملالي: صنف تونسي، الثمرة صغيرة مستطيلة تزن 1 غ تقريباً، النواة ملساء سائبة عن اللحم تشكل 18% من وزن الثمرة، ونسبة الزيت من 15-20 % وتنضج الثمار من أكتوبر حتى نوفمبر وتستخدم لاستخراج الزيت، تنتشر زراعته من الساحل إلى سبيطلة وسيدي بوزيد.[1]
2. الشتوي (الشعيبي): صنف منتشر في شمال تونس.[1]
3. الوسلاتي (اللقيم): صنف منتشر في المناطق الوسطى (الوسلاتية، سليانة، العلا).[1]
4. الشمشالي: صنف منتشر في قفصة و واحاتها.[1]
5. الجربوعي: صنف منتشر في الكاف وجندوبة.[1]
6. الزلماطي: صنف منتشر في  بنقردان وجرجيس وجربة.[1]
7. المسكي: صنف منتشر في شمال تونس.[1]
8. البسباسي: صنف منتشر في شمال تونس.[1]
9. المرسالين: صنف منتشر في زغوان وبوعرادة وسليانة.[1]
10. الزرازي: صنف منتشر في جنوب تونس.[1]